# 金融风险
金融风险又稱財務風險、筹资风险，指任何有可能导致企业或机构财务损失的风险。

## 金融风险的种类
- 信用风险
- 流动性风险
- 利率风险
- 汇率风险
- 作业风险
- 行业风险
- 法律、法规或政策风险
- 市场风险
- 系统风险
- 自然灾害或其他突发事件